# Теория Макклелланда
Теория мотивации Макклелланда — теория, разработанная американским психологом Дэвидом Макклелландом в 1940-е годы. Рассматривает 3 группы потребностей: в причастности, во власти и в успехе.
Для подбора способа воздействия согласно данной теории важно обратить внимание на особенности двух видов мотиваций: мотивация к достижению успеха и мотивация избегания неудач. Мотивация к достижению успеха вырабатывается под воздействием преимуществ и поощрений. Она способствует творческому отношению к работе, более полной реализации потенциала работника и вызывает активное поведение. Мотивация к избеганию неудач вырабатывается под воздействием наказаний. Способствует росту осторожности, скованности, демобилизирующему отношению к препятствиям, ограничению творческих проявлений работника, вызывает безынициативное поведение.